# Kaplica św. Jana Ewangelisty w Seroczkach
Kaplica świętego Jana Ewangelisty w Seroczkach – rzymskokatolicki kościół filialny należący do parafii św. Marcina Biskupa w Straszewie (dekanat aleksandrowski diecezji włocławskiej).
Świątynia powstała w 1780 roku. W obecnym miejscu w parku znajduje się od lat 20. XX wieku, kiedy to została przeniesiona z cmentarza. Remontowana była w 1990 roku. 
Budowla jest drewniana i wzniesiono ją w konstrukcji zrębowej. Wybudowano ją na rzucie ośmiokąta. Budowlę nakrywa dach namiotowy, ośmiokątny, pokryty blachą. Kaplica jest zwieńczona blaszanym dachem hełmowym z latarnią i sterczyną. Wnętrze budowli jest otynkowane i nakrywa je płaski strop. Z dawnego wyposażenia zachowały się: krucyfiks w stylu ludowym oraz figury w stylu barokowym Matki Boskiej i Świętego Jana Ewangelisty z XVIII stulecia.